# NGC 2985

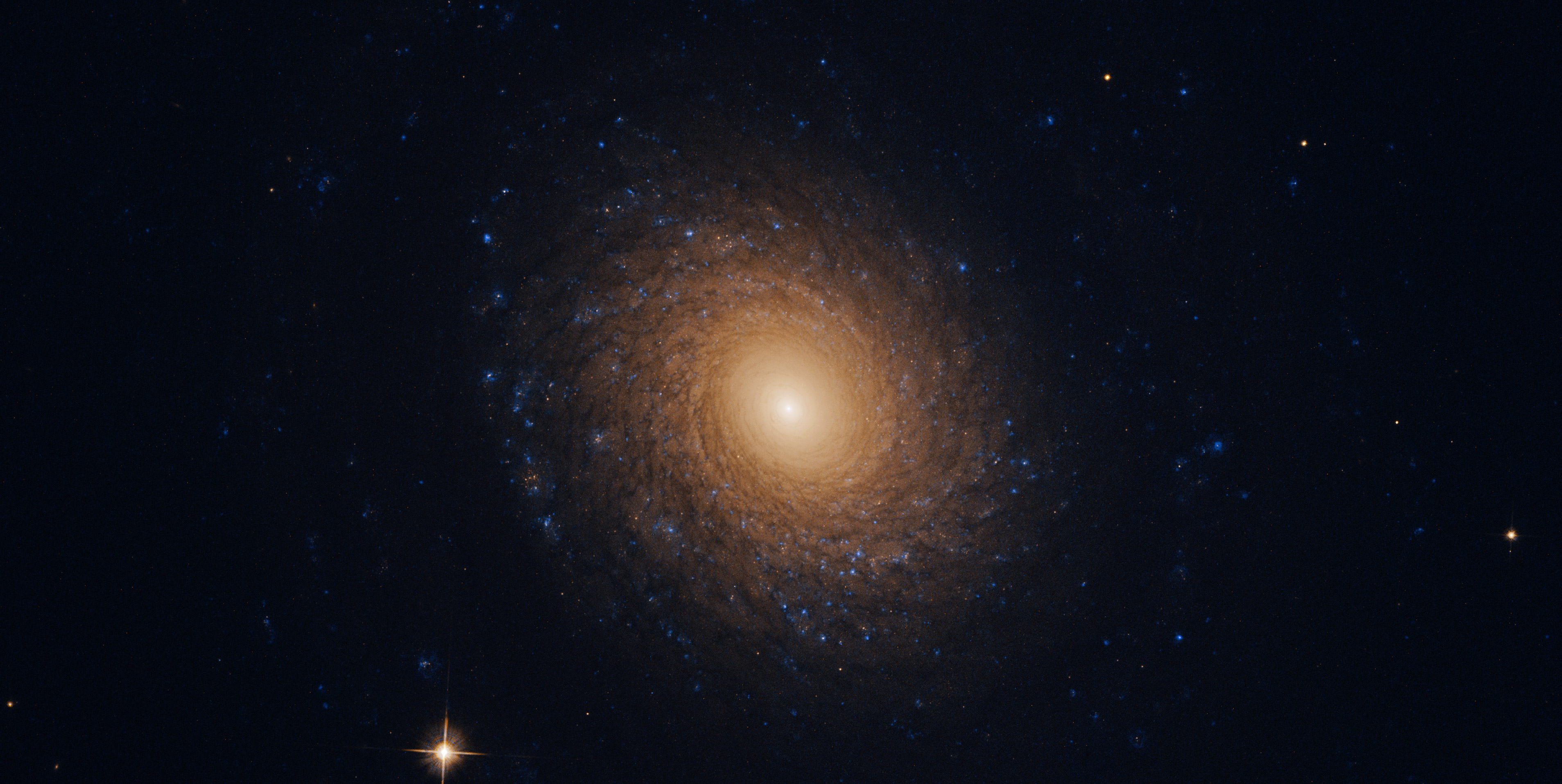
NGC 2985 par le télescope spatial Hubble (Judy Schmidt).

NGC 2985 est une galaxie spirale située dans la constellation de la Grande Ourse. NGC 2985 a été découverte par l'astronome germano-britannique William Herschel en 1785.

## Caractéristiques
Sa vitesse par rapport au fond diffus cosmologique est de 1 386 ± 4 km/s, ce qui correspond à une distance de Hubble de 20,4 ± 1,4 Mpc (∼66,5 millions d'al).
À ce jour, deux mesures non basées sur le décalage vers le rouge (redshift) donnent une distance de 21,500 ± 1,273 Mpc (∼70,1 millions d'al), ce qui est à l'intérieur des valeurs de la distance de Hubble.
La classe de luminosité de NGC 2985 est I-II et elle présente une large raie HI. C'est aussi une galaxie active de type Seyfert 1.9 et également une galaxie LINER, c'est-à-dire une galaxie dont le noyau présente un spectre d'émission caractérisé par de larges raies d'atomes faiblement ionisés.

## Un disque entourant le noyau
Grâce aux observations du télescope spatial Hubble, on a détecté un disque de formation d'étoiles autour du noyau de NGC 2985. La taille de son demi-grand axe est estimée à 60 pc (~195 années-lumière) à la distance estimée de cette galaxie.

## Trou noir supermassif
Selon un article basé sur les mesures de luminosité de la bande K de l'infrarouge proche du bulbe de NGC 2985, on obtient une valeur de 108,2 {\displaystyle M_{\odot }} (158 millions de masses solaires) pour le trou noir supermassif qui s'y trouve.

## Groupe de NGC 2985
NGC 2985 fait partie d'un petit groupe de trois galaxies. Les deux autres galaxies du groupe de NGC 2985 sont NGC 3027 et UGC 5455.